# Gran Premio motociclistico della Germania Est 1969
Il Gran Premio motociclistico della Germania Est 1969 fu il settimo appuntamento del motomondiale 1969.
Si svolse il 13 luglio 1969 al Sachsenring di Hohenstein-Ernstthal e vide la vittoria di Giacomo Agostini nelle classi 500 e 350, di Renzo Pasolini nella Classe 250, di Dave Simmonds nella Classe 125 e di Ángel Nieto nella Classe 50.
Durante le prove della 350, Bill Ivy si schianta contro un muro a causa di un grippaggio della moto mentre si stava sistemando il casco. Muore tre ore più tardi in ospedale.

## Classe 500

### Arrivati al traguardo
| Pos | Pilota            | Moto               | Tempo       | Punti |
| --- | ----------------- | ------------------ | ----------- | ----- |
| 1   | Giacomo Agostini  | MV Agusta          | 1:08:09.700 | 15    |
| 2   | Billie Nelson     | Paton              | +1 giro     | 12    |
| 3   | Steve Ellis       | Linto              | +1 giro     | 10    |
| 4   | Werner Bergold    | McIntyre-Matchless | +1 giro     | 8     |
| 5   | Terry Dennehy     | Drixton-Honda      | +1 giro     | 6     |
| 6   | Phil O'Brien      | Matchless          | +2 giri     | 5     |
| 7   | Maurice Hawthorne | Metisse-Aermacchi  | +2 giri     | 4     |
| 8   | Pentti Lethelä    | Matchless          | +2 giri     | 3     |
| 9   | Jack Lindh        | Seeley             | +2 giri     | 2     |
| 10  | Endel Kiisa       | CKEB Vostok        | +2 giri     | 1     |

## Classe 350

### Arrivati al traguardo
| Pos | Pilota            | Moto      | Tempo       | Punti |
| --- | ----------------- | --------- | ----------- | ----- |
| 1   | Giacomo Agostini  | MV Agusta | 1:02:28.500 | 15    |
| 2   | Rodney Gould      | Yamaha    | +48.800     | 12    |
| 3   | Heinz Rosner      | MZ        |             | 10    |
| 4   | Giuseppe Visenzi  | Yamaha    |             | 8     |
| 5   | Bohumil Staša     | ČZ        |             | 6     |
| 6   | Marty Lunde       | Yamaha    | +1 giro     | 5     |
| 7   | Kelvin Carruthers | Aermacchi |             | 4     |
| 8   | Billie Nelson     | Aermacchi |             | 3     |
| 9   | Dave Simmonds     | Kawasaki  |             | 2     |
| 10  | Martti Pesonen    | Yamaha    |             | 1     |

## Classe 250

### Arrivati al traguardo
| Pos | Pilota            | Moto            | Tempo     | Punti |
| --- | ----------------- | --------------- | --------- | ----- |
| 1   | Renzo Pasolini    | Benelli         | 51:41.200 | 15    |
| 2   | Santiago Herrero  | OSSA            | +0.300    | 12    |
| 3   | Heinz Rosner      | MZ              | +1:31.800 | 10    |
| 4   | Kent Andersson    | Yamaha          | +1:36.600 | 8     |
| 5   | Kelvin Carruthers | Benelli         | +1:50.700 | 6     |
| 6   | Börje Jansson     | Kawasaki-Yamaha | +3:13.600 | 5     |
| 7   | Lothar John       | Yamaha          |           | 4     |
| 8   | Martti Pesonen    | Yamaha          |           | 3     |
| 9   | Keith Turner      | Aermacchi       |           | 2     |
| 10  | Günter Bartusch   | MZ              |           | 1     |

## Classe 125

### Arrivati al traguardo
| Pos | Pilota             | Moto     | Tempo     | Punti |
| --- | ------------------ | -------- | --------- | ----- |
| 1   | Dave Simmonds      | Kawasaki | 43:28.700 | 15    |
| 2   | Heinz Kriwanek     | Rotax    | +1:16.100 | 12    |
| 3   | Friedhelm Kohlar   | MZ       | +1:16.300 | 10    |
| 4   | Ryszard Mankiewicz | MZ       | +1:28.400 | 8     |
| 5   | Cees van Dongen    | Suzuki   | +1:41.900 | 6     |
| 6   | Thomas Heuschkel   | MZ       | +1:44.800 | 5     |
| 7   | Kent Andersson     | Maico    | +1:55.100 | 4     |
| 8   | Lothar John        | MZ       | +2:38.200 | 3     |
| 9   | Börje Jansson      | Maico    | +3:07.500 | 2     |
| 10  | Hartmut Bischoff   | MZ       | +3:30.000 | 1     |

## Classe 50

### Arrivati al traguardo
| Pos | Pilota            | Moto       | Tempo     | Punti |
| --- | ----------------- | ---------- | --------- | ----- |
| 1   | Ángel Nieto       | Derbi      | 28:20.700 | 15    |
| 2   | Santiago Herrero  | Derbi      | +4.600    | 12    |
| 3   | Aalt Toersen      | Kreidler   | +21.000   | 10    |
| 4   | Rudolf Kunz       | Kreidler   | +22.500   | 8     |
| 5   | Jan de Vries      | Kreidler   | +38.900   | 6     |
| 6   | Eugenio Lazzarini | Morbidelli |           | 5     |
| 7   | Barry Smith       | Derbi      |           | 4     |
| 8   | Ludwig Faßbender  | Kreidler   |           | 3     |
| 9   | Gilberto Parlotti | Tomos      |           | 2     |
| 10  | Franco Ringhini   | Morbidelli |           | 1     |

## Fonti e bibliografia
- "Motor" n° 30 del 25 luglio 1969, pag. 1022 e segg., su motorracehistorie.nl. URL consultato il 30 luglio 2011 (archiviato dall'url originale il 12 febbraio 2015).
- Risultati della 500 su autosport.com, su autosport.com.